# Arachnology
Arachnology – recenzowane czasopismo naukowe publikujące artykuły dotyczące arachnologii.
Czasopismo to wydawane jest przez British Arachnological Society od 1969 roku. W latach 1969–2012 ukazywało się pod nazwą Bulletin of the British Arachnological Society. Od 2013 wychodzi pod nazwą Arachnology. Pierwszym redaktorem pisma był Peter Marret, który pełnił tę funkcję przez 37 lat. Obecnie stanowisko to zajmuje Paul Selden z Instytutu Paleontologicznego University of Kansas.
Pismo ukazuje się trzy razy do roku: wiosną, latem i jesienią. Wychodzi w formie drukowanej oraz elektronicznej, dostępnej tylko dla członków stowarzyszenia. 9 numerów składa się na tom. Zakresem tematycznym Arachnology obejmuje prace dotyczące pajęczaków z wyłączeniem roztocza
Abstrakty pisma gromadzone są przez bazy SCOPUS i Zoological Recors, a całą zawartość indeksuje Zoobank.